# Símbols de Figueroles
L'escut i la bandera de Figueroles són els símbols representatius de Figueroles, municipi del País Valencià, a la comarca de l'Alcalatén.

## Escut heràldic
L'escut oficial de Figueroles té el següent blasonament:
| « | Escut quadrilong de punta redona. Bandat de sis peces, tres d'argent i tres d'atzur, ressaltades d'un castell d'or, maçonat i aclarit de sable. En punta, la llegenda CDA, en lletres capitals també de sable. Al timbre, corona reial oberta, tradicional al Regne de València. | » |

## Bandera
La bandera oficial de Figueroles té la següent descripció:
| « | Bandera de proporcions 2:3, bandada a l'asta de blau i gris perla, ressaltada d'un castell groc, maçonat i aclarit de negre, amb la llegenda CDA, de negre, al peu del castell. | » |

## Història
L'actual escut d'armes oficial de Figueroles va ser aprovat per Resolució de 2 de febrer de 2017, de la Presidència de la Generalitat, publicada al Diari Oficial de la Generalitat Valenciana número 7977, de 10 de febrer de 2017. Es tracta d'una modificació de l'escut no oficial que l'ajuntament venia usant de forma immemorial; a l'Arxiu Històric Nacional es conserva un segell de l'ajuntament usat fins al 1867 que mostra un castell com el de l'actual escut. Per la seua banda, la bandera va ser aprovada per Resolució de 22 de març de 2022, de la Presidència de la Generalitat, publicada al Diari Oficial de la Generalitat Valenciana número 9308, de 29 de març de 2022.
Tant l'escut com la bandera reproduïxen les armes dels Urrea junt amb el castell de l'Alcalatén, representat també per la llegenda CDA, tot en representació de la pertinença històrica de la població a la Tinença de l'Alcalatén.

Segell usat per l'ajuntament a mitjan segle xix
Escut usat per l'ajuntament fins a l'any 2017